# Keith Spurgeon
Keith Spurgeon (29 agosto 1932 – dicembre 1984) è stato un allenatore di calcio inglese, noto per aver guidato Ajax (vincendo la Coppa dei Paesi Bassi nel 1961), nazionale libica e l'APOEL (vincendo la Coppa di Cipro nel 1978).

## Carriera
Difensore a livello amatoriale, Spurgeon inizia la carriera da tecnico sulla panchina dell'Ajax, subentrando al connazionale Vic Buckingham quando questi lascia il club olandese nel mese di maggio a cinque giornate dal termine: Spurgeon totalizza cinque punti nelle ultime cinque partite, consegnando il titolo al Feyenoord. In compenso, vince le ultime quattro partite di Coppa d'Olanda e nel giugno 1961 si aggiudica la competizione, meritando la conferma della dirigenza bianco rossa. Resta un altro anno all'Ajax, finendo quarto in campionato e uscendo anticipatamente dalla Coppa delle Coppe con l'Újpest. In Coppa d'Olanda esce nei primi turni, passando al Blauw-Wit a fine anno.
Col Blauw-Wit esce subito da tutte le competizioni – Coppa Piano Karl Rappan, Coppa nazionale, campionato – sfiorando la retrocessione nella seconda divisione olandese. L'anno seguente salva l'Heracles Almelo e nel biennio successivo è impegnato a riportare senza successo il Blauw-Wit in prima divisione (3° nel 1965, 14° nel 1966). Nel 1965 raggiunge gli ottavi di finale in Coppa d'Olanda. Nel 1966-1967 accetta di allenare l'AGOVV, terza divisione olandese, sfiorando la retrocessione in quarta categoria.
Negli anni successivi gira il mondo firmando per la nazionale della Libia, Dallas (USA), Mechelen e Lierse (Belgio), AIK e Landskrona (Svezia) e APOEL di Nicosia, a Cipro.
Nel 1968 diviene l'allenatore del Dallas Tornado, sostituendo a partire da inizio giugno, a stagione in corso, Bob Kap. Con i texani chiuse il campionato al quarto ed ultimo posto della Gulf Division.
Con il Mechelen ottiene il secondo posto nel campionato di seconda divisione belga e la conseguente promozione in massima serie. Nella sua unica stagione sulla panchina dell'APOEL, arriva secondo in campionato (vinto dall'Omonia), esce dalla Coppa UEFA col Torino e vince la Coppa di Cipro.

## Palmarès

### Giocatore

#### Competizioni regionali
- Kent Senior Cup: 1

Folkestone Town: 1956-1957
- Kent Amateur Cup: 1

Herne Bay: 1957-1958

### Allenatore

#### Competizioni nazionali
- Coppa dei Paesi Bassi: 1

Ajax: 1960-1961
- Coppa di Cipro: 1

APOEL: 1977-1978